# Майк Боссі
Майкл Дін Боссі (англ. Michael Dean Bossy; 22 січня 1957, Монреаль, Квебек, Канада — 15 квітня 2022) — канадський хокеїст українського походження, правий нападник.
Член зали слави хокею (1991). У «Списку 100 найкращих гравців НХЛ» займає загальне 20-е місце та 5-е серед правих нападників. Переможець Кубка Канади 1984 та чотирьохразовий володар Кубка Стенлі.

## Клубна кар'єра
Прізвище його українських пращурів — Босий. Його дід Володимир Босий воював у складі січових стрільців.
З 1972 по 1977 рік грав у головній юніорській хокейній лізі Квебеку за «Лаваль Насіональ». За чотири сезони забив 309 голів у ворота суперників.
На драфті 1977 року був обраний «Нью-Йорк Айлендерс» (НХЛ, 15 місце) та «Індіанаполіс Рейсерз» (ВХА, 44 місце).
У складі «Нью-Йорк Айлендерс» провів десять сезонів. Перша атакувальна ланка команди Кларк Жюлі — Браян Тротьє — Майк Боссі була однією з найкращих у лізі. У першому сезоні, як найкращий новачок, отримав трофей Колдера. Встановив рекорд ліги по закинутих шайбах для новобранців (53 голи).
В сезонах 1978/79 та 1980/81 забиває найбільшу кільсть голів у регулярному чемпіонаті (69 та 68). Але тоді ще не існувало трофея Моріса Рішара, нагороди найкращому снайперові ліги. «Нью-Йорк Айлендерс» домінував у НХЛ протягом першої половини 80-х років, п'ять разів поспіль грав у фіналі Кубка Стенлі. У перших п'ятдесяти матчах сезону 1980/81 забив 50 голів (повторення рекорду Моріса Рішара.
В 1982 році Боссі був визнаний найкращим гравцем на стадії плей-офф і отримав приз Кона Сміта. Напрочуд коректний хокеїст тричі отримував трофей Леді Бінг. Перший хокеїст ліги, якому в дев'яти чемпіонатах поспіль вдавалося забивати понад 50 голів. Він перший з гравців «Нью-Йорк Айлендерс», хто забив у регулярному чемпіонаті понад 500 голів та набрав понад 1000 очок.
Через хронічну травму спини завершив хокейну кар'єру у тридцять років. У 1988 році журнал «The Hockey News» назвав Майка Боссі найкращим  «чистим нападником» всіх часів і народів. Серед гравців НХЛ, які забили в регулярному чемпіонаті понад 200 голів, займає перше місце за середньою результативністю —— понад 76 відсотків (друге місце за цим показником у Маріо Лем'є). З 22 березня 1992 року №22, під яким виступав Майк Боссі, не використовується у клубові «Нью-Йорк Айлендерс». З 1991 року член зали слави хокею в Торонто, а з 2007 — зали слави канадського спорту в Калгарі.

## Виступи у збірній
У складі збірної НХЛ брав участь у кубку виклику 1979, який проходив у Нью-Йорку. Провів всі три матчі та набрав 4 очки (2+2) — найкращий бомбардир турніру.
У національній збірній грав на двох Кубках Канади. 1981 року збірна Канади посіла друге місце, а через три роки здобула Кубок Канади. Автор вирішального гола у ворота Володимира Мишкіна (півфінальний матч Канада-СРСР).

## Нагороди та досягнення
- Володар Кубка Канади (1): 1984
- Фіналіст Кубка Канади (1): 1981
- Володар Кубка Стенлі (4): 1980, 1981, 1982, 1983
- Фіналіст Кубка Стенлі (1): 1984
- Володар трофею Колдера (1): 1978
- Володар трофею Кона Сміта (1): 1982
- Володар трофею Леді Бінг (3): 1983, 1984, 1986
- Найкращий снайпер регулярного чемпіонату (2): 1979, 1981
- Гравець першого складу «Всіх зірок НХЛ» (5): 1981, 1982, 1983, 1984, 1986
- Гравець другого складу «Всіх зірок НХЛ» (3): 1978, 1979, 1985
- Учасник матчів «Всіх зірок НХЛ» (7): 1978, 1980, 1981, 1982, 1983, 1985, 1986
- Член зали слави хокею: 1991
- Член зали слави канадського спорту: 2007

## Статистика
Скорочення: І = Ігри, Г = Голи, П = Паси, О = Очки, Штр = Штрафний час у хвилинах
| Сезон          | Команда              | Ліга           |     | Регулярний чемпіонат | Регулярний чемпіонат | Регулярний чемпіонат | Регулярний чемпіонат | Регулярний чемпіонат |    | Плей-офф | Плей-офф | Плей-офф | Плей-офф | Плей-офф |
| Сезон          | Команда              | Ліга           | І   | Г                    | П                    | О                    | Штр                  | І                    | Г  | П        | О        | Штр      |          |          |
| 1972-73        | «Лаваль Насіональ»   | ГЮХЛК          | 4   | 1                    | 2                    | 3                    | 0                    | 3                    | 0  | 3        | 3        | 0        |          |          |
| 1973-74        | «Лаваль Насіональ»   | ГЮХЛК          | 68  | 70                   | 48                   | 118                  | 45                   | 11                   | 6  | 16       | 22       | 2        |          |          |
| 1974-75        | «Лаваль Насіональ»   | ГЮХЛК          | 66  | 84                   | 65                   | 149                  | 42                   | 16                   | 18 | 20       | 38       | 2        |          |          |
| 1975-76        | «Лаваль Насіональ»   | ГЮХЛК          | 64  | 79                   | 57                   | 136                  | 28                   |                      |    |          |          |          |          |          |
| 1976-77        | «Лаваль Насіональ»   | ГЮХЛК          | 61  | 75                   | 51                   | 126                  | 12                   | 7                    | 5  | 5        | 10       | 12       |          |          |
| Всього в ГЮХЛК | Всього в ГЮХЛК       | Всього в ГЮХЛК | 264 | 309                  | 223                  | 532                  | 124                  | 37                   | 29 | 44       | 73       | 16       |          |          |
| 1977-78        | «Нью-Йорк Айлендерс» | НХЛ            | 73  | 53                   | 38                   | 91                   | 6                    | 7                    | 2  | 2        | 4        | 2        |          |          |
| 1978-79        | «Нью-Йорк Айлендерс» | НХЛ            | 80  | 69                   | 57                   | 126                  | 25                   | 10                   | 6  | 2        | 8        | 2        |          |          |
| 1979-80        | «Нью-Йорк Айлендерс» | НХЛ            | 75  | 51                   | 41                   | 92                   | 12                   | 16                   | 10 | 13       | 23       | 8        |          |          |
| 1980-81        | «Нью-Йорк Айлендерс» | НХЛ            | 79  | 68                   | 51                   | 119                  | 32                   | 18                   | 17 | 18       | 35       | 4        |          |          |
| 1981-82        | «Нью-Йорк Айлендерс» | НХЛ            | 80  | 64                   | 83                   | 147                  | 22                   | 19                   | 17 | 10       | 27       | 0        |          |          |
| 1982-83        | «Нью-Йорк Айлендерс» | НХЛ            | 79  | 60                   | 58                   | 118                  | 20                   | 19                   | 17 | 9        | 26       | 10       |          |          |
| 1983-84        | «Нью-Йорк Айлендерс» | НХЛ            | 67  | 51                   | 67                   | 118                  | 8                    | 21                   | 8  | 10       | 18       | 4        |          |          |
| 1984-85        | «Нью-Йорк Айлендерс» | НХЛ            | 76  | 58                   | 59                   | 117                  | 38                   | 10                   | 5  | 6        | 11       | 4        |          |          |
| 1985-86        | «Нью-Йорк Айлендерс» | НХЛ            | 80  | 61                   | 62                   | 123                  | 14                   | 3                    | 1  | 2        | 3        | 4        |          |          |
| 1986-87        | «Нью-Йорк Айлендерс» | НХЛ            | 63  | 38                   | 37                   | 75                   | 33                   | 6                    | 2  | 3        | 5        | 0        |          |          |
| Всього в НХЛ   | Всього в НХЛ         | Всього в НХЛ   | 752 | 573                  | 553                  | 1126                 | 210                  | 129                  | 85 | 75       | 160      | 38       |          |          |